# Willemijn
Willemijn ist ein niederländischer weiblicher Vorname.

## Herkunft und Bedeutung
Es ist die niederländische Form des Namens Wilhelmine.

## Varianten
- Diminutiv: Willemijntje

## Bekannte Namensträgerinnen
- Willemijn Karsten (* 1986), niederländische Handballspielerin
- Willemijn Posthumus-van der Goot (1897–1989), niederländische Publizistin und Feministin
- Willemijn Stokvis (* 1937), niederländische Kunsthistorikerin
- Willemijn Verkaik (* 1975), niederländische Musicaldarstellerin, Sängerin und Schauspielerin